# FNNニュースレポート5:30
『FNNニュースレポート5:30』（FNNニュースレポートご・さんまる）は、フジテレビ系列（FNN）で放送されていた土曜・日曜夕方の報道番組である。

## 概要
1965年より約15年間放送されてきた『FNNテレビ土曜・日曜夕刊』に代わり、『FNNニュースレポート6:00』の土曜・日曜版として、1980年4月5日から1985年3月31日まで放送された。放送時間は17:30 - 18:00（JST）。18分45秒の全国向けニュースの後、残りの11分15秒はローカルニュースと天気予報を放送していた（現在の『Live News イット!』土曜・日曜と同じ）。
1984年10月にFNNでは夕方のニュース番組として『FNNスーパータイム』の放送がスタートしたが、当初はこのタイトルが使われたのは月曜から金曜のみで、土曜・日曜は1985年3月31日までの半年間、本番組のタイトルを継続した。その翌週の4月6日から全曜日『FNNスーパータイム』に統一された。
なお、ネットしていた局の項目で述べるように、一部のFNN系列局についてはこのタイトルを使わずに独自のタイトル名をつけていた。そのため、キャスターがオープニングで「土曜日（日曜日）5時半のニュース」とコメントしていた。
注
1. ↑  日曜夕刊は当初『共同テレビ日曜夕刊』→『サンケイテレビ日曜夕刊』。土曜日は当初月曜日から金曜日と同等の『FNNニュース』→『三菱グループアワー・FNNニュース6:30』であったが、その後土曜日の分を『テレビ日曜夕刊』と形式上番組統合している

## 歴代の出演者
| 期間 | 期間       | キャスター | キャスター  | スポーツ1 | スポーツ1 |
| 期間 | 期間       | 男性       | 女性        | 土曜日    | 日曜日    |
| --- | ---------- | ---------- | ----------- | --------- | --------- |
| 1980.4.5 | 1982.3.28  | 藤崎健     | 海野まり子  | 佐野稔    | 近藤唯之  |
| 1982.4.3 | 1982.10.31 | 増田明男2  | 海野まり子  | 佐野稔    | 近藤唯之  |
| 1982.11.6 | 1983.3.27  | 増田明男2  | 海野まり子  | 佐野稔    | 河村保彦  |
| 1983.4.2 | 1984.3.31  | 永島信道2  | 海野まり子  | 佐野稔    | 河村保彦  |
| 1984.4.1 | 1985.3.31  | 長尾潤2    | 石野紀代子3 | 佐野稔    | 河村保彦  |
| - 1 『FNNニュースレポート6:00』を兼務。 - 2 『FNNニュース・明日の天気』、『FNNニュースレポート23:30』を兼務。 - 3 佐々木紀代子の旧名。 |            |            |             |           |           |

## オープニングとテーマ音楽

### オープニング
基本的に『FNNニュースレポート6:00』と同じで、「6:00」が「5:30」に変わっただけであった。提供部分は6:00の高速道路の早回し映像ではなく交差点を歩く人の模様が出される。「6:00」が赤色に対して「5:30」は緑色。
またヘッドライン紹介時のBGMは6:00ではタイプライターとテレックス印字音なのに対し、5:30では電子音楽をBGMにしてヘッドラインを紹介していた。提供クレジットは日曜日のみ日付テロップが画面中央に表示されるものであった(これはFNNスーパータイムの週末版でも1992年まで継続。新潟総合テレビなど一部系列局は日曜日にもスポンサーがあった。)。
ただし関西テレビではこのOPは使用されず、当時の『KTVニュース』と同様に奥へ奥へと突き進むような宇宙空間をバックにしたOPが使用された（土曜日のエンディングは5秒間の無音ブルーバックで締めただけだったが、日曜日はEDでもこの映像が使用された）。
また、東海テレビも独自の静止OP、ED画像で、独自の音楽を使用した。

### ジングル
1980年4月 - 1984年3月
6:00と同じくタイプライター音とテレックスの印字音(5秒弱)
1984年4月 - 1985年3月
『FNNニュース・明日の天気』や『産経テレニュースFNN』（昼版）で使われている5秒エンディングと同じだったが、最後の「ジャン!」が無く、「ジャン!」の前のメロディが伸びた物だった。

## ネット状況

### ネット局
| 放送対象地域   | 放送局                     | 系列                        | 備考 |
| -------------- | -------------------------- | --------------------------- | --- |
| 関東広域圏     | フジテレビ (CX)            | FNN                         | 基幹・制作局 |
| 北海道         | 北海道文化放送 (UHB → uhb) | FNN                         | 『uhbニュースレポート5:30』に改題。 全国ニュースの後『道新ニュース』を放送。 ヘッドラインの紹介は放送せず、この部分は北海道のローカルニュースを伝える。 |
| 宮城県         | 仙台放送 (OX)              | FNN                         | |
| 秋田県         | 秋田テレビ (AKT)           | FNN/ANN                     | 全国ニュースの後『AKTニュース』、『お天気ダイアリー』を放送。 現在はFNNのみ加入。                                                                       |
| 山形県         | 山形テレビ (YTS)           | FNN                         | 全国ニュースの後『YTSニュース』→『YTSテレビ夕刊』を放送。 現在はANN系列。                                                                               |
| 福島県         | 福島テレビ (FTV)           | FNN                         | JNNを脱退、FNNに加盟した1983年4月2日から。 |
| 新潟県         | 新潟総合テレビ (NST)       | FNN/NNN/ANN → FNN/ANN → FNN | 全国ニュースの後『NSTニュース』→『NSTニュースコーナー』を放送。 日曜版は1983年10月2日からネット。                                                       |
| 長野県         | 長野放送 (NBS)             | FNN                         | |
| 静岡県         | テレビ静岡 (SUT)           | FNN                         | |
| 富山県         | 富山テレビ (T34)           | FNN                         | 日曜日は『中日新聞テレビ日曜夕刊 FNN』に改題 現在は『北陸中日新聞 サンデーNews FNN』として放送中。現・BBT                                               |
| 石川県         | 石川テレビ (ITC)           | FNN                         | 日曜日は『中日新聞テレビ日曜夕刊 FNN』に改題 現在は『北陸中日新聞 サンデーNews FNN』として放送中。                                                      |
| 福井県         | 福井テレビ (FTB)           | FNN                         | 全国ニュースの後『FNN福井テレビニュース』を放送。 |
| 中京広域圏     | 東海テレビ (THK)           | FNN                         | 土曜日は改題しないが、独自の静止OP、ED画像で独自の音楽を使用した。 日曜日は『中日新聞テレビ日曜夕刊 FNN』に改題。（現在も放送継続中）                   |
| 関西広域圏     | 関西テレビ (KTV)           | FNN                         | 前記の通り、タイトルもそのままでOPまたはED映像が差し替えられただけ。                                                                                    |
| 島根県・鳥取県 | 山陰中央テレビ (TSK)       | FNN                         | |
| 岡山県・香川県 | 岡山放送 (OHK)             | FNN                         | 全国ニュースの後『OHKニュース』を放送。 |
| 広島県         | テレビ新広島 (tss)         | FNN                         | 1984年10月6日から『FNN tssワイドニュース』に改題。 |
| 愛媛県         | テレビ愛媛 (EBC)           | FNN                         | |
| 福岡県         | テレビ西日本 (TNC)         | FNN                         | 『TNCニュースレポート5:30』に改題。 |
| 佐賀県         | サガテレビ (sts)           | FNN                         | |
| 長崎県         | テレビ長崎 (KTN)           | FNN/NNN                     | 現在はFNNのみ加入。 |
| 熊本県         | テレビ熊本 (TKU)           | FNN/NNN/ANN → FNN/ANN       | 現在はFNNのみ加入。 |
| 大分県         | テレビ大分 (TOS)           | FNN/NNN/ANN                 | |
| 宮崎県         | テレビ宮崎 (UMK)           | FNN/NNN/ANN                 | 全国ニュースの後『UMKニュース』を放送。 |
| 沖縄県         | 沖縄テレビ (OTV)           | FNN                         | |

備考
- 北海道文化放送では、本番組終了後も1988年3月27日まで日曜日の『FNNスーパータイム』を『uhbニュースレポート5:30 FNN』改題していた。
- 岡山放送では、本番組終了後も1988年3月27日まで日曜日の『FNNスーパータイム』を改題して本番組を継続した（土曜日は1985年4月6日から1988年3月26日まで『FNNニュースレポート6:00』として放送。『産経テレニュースFNN』などで使われていたたかしまあきひこ作曲のテーマ曲を使用）。